# Beleg van Takato (1545)
Het Beleg van Kasteel Takato van 1545 was een slag tijdens de Japanse Sengoku-periode. Het was de eerste keer dat kasteel Takato werd belegerd. Het beleg was een van de stappen van Takeda Shingen om zijn macht in de provincie Shinano te vergroten. Het was een vervolg op eerdere veroveringen in de Ima vallei. Het kasteel stond onder beheer van Takato Yoritsugu. Takato kreeg steun van zijn bondgenoten Ogasawara Nagatoki en Tozawa Yorichika, maar werd uiteindelijk verslagen door Shingen.